# Carolus Erici Tiselius
Carolus Erici Tiselius, född 1642 i Hallsbergs församling, död 15 augusti 1721 i Hammars församling, var en svensk präst.

## Biografi
Carolus Tiselius föddes 1642 i Tisarboda i Hallsbergs församling och var son till smeden Erik. Han blev 1656 elev vid Örebro trivialskola och 1671 student vid Uppsala universitet. Tiselius prästvigdes kort därefter i Strängnäs domkyrka och blev 1678 komminister i Hallsbergs församling. Han blev 1691 kyrkoherde i Hammars församling och installerades samma år av biskop Benzelius. Tiselius blev 1713 prost och fick 1715 överlämna tjänsten som kyrkoherde till sonen Daniel Tiselius. Han avled 1721 och begravdes med likpredikan över Filipperbrevet 3:20–21.

### Familj
Tiselius var gift med Margareta Hallman. Hon var dotter till en kyrkoherde i Hardemo församling. De fick tillsammans barnen kyrkoherden Daniel Tiselius (1682–1744) i Hammars församling, brukspatronen Carolus Tisell (1683–1755) på Hättorps bruk och kyrkoherden Zacharias Tiselius (född 1685) i Axbergs församling.